# Митрополичий мост
Митрополичий мост — пешеходный металлический балочный мост-теплопровод реку Монастырку в Центральном районе Санкт-Петербурга, соединяет Безымянный и Монастырский острова.

## Расположение
Расположен в створе Атаманской улицы.
Выше по течению находится безымянный автодорожный мост, ниже — Казачий мост.
Ближайшие станции метрополитена — «Площадь Александра Невского-1», «Площадь Александра Невского-2».

## Название
До 2020 года мост был безымянным. В сентябре 2020 года на заседании Топонимической комиссии было рекомендовано назвать его Митрополичьим, по наименованию Митрополичьего сада Александро-Невской лавры.

## История
С 1930-х годов на этом месте находилась 
теплопроводная эстакада, принадлежавшая топливно-энергетическому управлению. В 1976 году по просьбе жителей Центрального района она была перестроена  в пешеходный мост. Проект реконструкции был разработан инженером «Ленмосттреста» В. П. Кошкиной. Работы проводились силами РСУ «Ленмосттреста».

## Конструкция
Мост трёхпролётный металлический балочно-разрезной системы. Пролётное строение состоит из металлических двутавровых балок с усилением в среднем пролёте. Между балками пролетного строения проложена теплопроводная труба диаметром 600 мм. Устои облегченные железобетонные на естественном основании. Промежуточные опоры свайные из металлических труб. Длина моста составляет 44 м, ширина — 3,2 м.
Мост предназначен для пропуска пешеходов и прокладки трубы теплотрассы. Покрытие на прохожей части асфальтобетонное по ортотропной плите. Перильное ограждение металлическое сварное простого рисунка.